# Sir Richard Peninsula
La Sir Richard Peninsula est une péninsule étroite composée de sable qui s'étend de Goolwa, en Australie-Méridionale, jusqu'à Murray Mouth (en).

## Géographie
Elle sépare le Goolwa Channel, qui fait partie de l'estuaire du fleuve Murray, de Encounter Bay et mesure environ 10 kilomètres de longueur et varie de 500 mètres à 1 kilomètre de largeur. La péninsule, avec la péninsule de Younghusband sur le côté est de Murray Mouth, est la principale ligne de dunes de sable définissant cette partie de la côte australienne.

## Histoire
Elle a été nommée en l'honneur de Richard Graves MacDonnell, le sixième gouverneur de l'Australie du Sud,,.